# Mets Masrik
Mets Masrik ou Mets Mazra (en arménien Մեծ Մասրիկ, « Grand Masrik ») est une communauté rurale du marz de Gegharkunik, en Arménie. Elle compte 3 454 habitants en 2008.